# 韓劇台
韓劇台（英語：Korean Drama）是香港電視廣播有限公司旗下一條已停播劇集頻道，以播放韓國劇集為主題。
同公司的類近頻道為日劇台、華語劇台、精選亞洲劇台、TVB經典台、翡翠即日重溫。主要競爭對手有香港有線電視的有線劇集台、now寬頻電視的now劇集台，而同樣會競爭劇集收費電視播映權的非劇集頻道有香港有線電視的有線第1台。
該頻道開播前，8頻道 / now 808頻道為無綫娛樂新聞台所用（娛樂新聞台已改為4頻道 / now 804頻道播放）。

## 歷史與發展
2009年11月30日，該頻道以「無綫精選台」和分別作為中文和英文的頻道名稱正式開播，同時正式透過無綫收費電視使用第8/208頻道收看和now寬頻電視的無綫收費電視特選組合第808頻道播出。
2013年4月29日，該頻道將中文名稱的「無綫精選台」、「TVB精選台」和英文名稱的分別更名為「煲劇2台」和。
2015年4月4日，該頻道將中文名稱的「煲劇2台」和英文名稱的分別更名為「TVB韓劇台」和。
2015年12月29日起，本頻道於節目宣傳片中被旁白簡稱為「韓劇台」，但頻道統稱：「TVB韓劇台」依舊不變。
2017年4月1日起，因應無綫網絡電視交還收費電視牌照，包括本頻道在內的所有收費頻道台徽都有改動，原無綫收費電視圓形三色Logo被改為TVB商標。
2018年10月25日起，本頻道的首播劇集取消自家粵語配音，同年12月31日起，本頻道不再播放首播劇集。
2019年1月16日起，包括本頻道在內的所有TVB收費頻道台徽都被取消，畫面右上的原有台徽被改為myTV SUPER商標，廣告時段節目預告和呼號畫面更全被取消。
2021年5月2日起，本頻道再次恢復播映首播劇集。
2022年4月11日起，「韓劇台」停播，原有87號台號變更為曾於2020年7月27日停播的「亞洲劇台」。

## 節目
韓劇台主要播放來自韓國的劇集，全部節目均配上繁體中文字幕以及配以粵語或以原音播放。

### 播放模式及劇集
由開台直至2015年4月4日為止，煲劇2台每天會播出約四至六套電視劇集，並循環播放最少兩次或以上。
煲劇2台的重點劇集時段包括亞洲王牌劇場（主力首播亞洲地區的劇情片，首套宣傳及播放劇集為《妻子的誘惑》）、TVB人氣劇場（重播高收視的自製劇集；現已取消）、周末熱爆劇場（快速重溫剛於翡翠台播完的自製劇集；現已取消）以及日劇殿堂（主力播放經典日劇；現已取消）等。另外，本台也會播放來自韓國的長篇家庭劇集及以原音播放部份來自中國及台灣的劇集。
無綫精選台曾於2010年5月14日首播邵氏兄弟《Laughing Gor之變節》。因應無綫電影台啟播，其餘邵氏電影不再安排於精選台播放，其後無綫電影台於2014年停播，邵氏電影將安排於TVB Window（現已轉型為亞洲綜藝台）及無綫電視免費頻道重播。
2015年4月4日起開始因應新設的華語劇台及精選亞洲劇台（12月29日前稱為TVB煲劇台）啟播，韓劇台將轉為一條全天候的韓劇頻道。專為喜歡看韓劇的劇迷而設，網羅雲集當紅韓流巨星最新鮮、熱門的劇集，除了人氣的迷你劇，亦提供大型製作古裝劇，以及追看性十足的家庭倫理劇，打造一個豐富多彩的韓劇台。

## 外部連結
（页面存档备份，存于）
（页面存档备份，存于）
（页面存档备份，存于）
（页面存档备份，存于）
（页面存档备份，存于）